# Baryonyx
Baryonyx var en kødædende dinosaurus, der levede for 120 millioner år siden. Den var ca. 9 meter lang og vejede cirka 2 ton.
Hovedformen og gabet var meget lig en krokodilles og den levede af fisk og ådsler.
Der er fundet rester i England og Nordafrika.
Den har fået sit navn efter sin meget voldsomme tommelfingerklo på ca. 30 cm.
| Dyr | Spire Denne artikel om dyr er en spire som bør udbygges. Du er velkommen til at hjælpe Wikipedia ved at udvide den. |